# Praia do Furadouro
A Praia do Furadouro (também conhecida, simplesmente, como Furadouro) é uma praia urbana, classificada com bandeira azul e localizada na costa oeste de Portugal, na freguesia de Ovar, concelho de Ovar, a 4 km do centro da cidade.
Esta praia é conhecida pelo seu ambiente natural e beleza cénica, sendo frequentemente visitada por turistas e locais em busca de momentos relaxantes junto ao mar. O aglomerado urbano que a envolve é servido de comércio, restauração e serviços básicos de saúde, com uma população durante a época balnear na ordem dos 20 000 habitantes. Dispõe ainda de um parque de campismo com lotação máxima de 5 000 residentes.
Geograficamente situada na região da Ria de Aveiro, a Praia do Furadouro possui uma vasta linha costeira que se estende por vários quilómetros, sendo reconhecida pelo seu ecossistema diversificado, que inclui dunas naturais e áreas de vegetação costeira. Estas zonas desempenham um papel importante na preservação da biodiversidade local e na proteção contra a erosão costeira.
Ao longo dos anos, a Praia do Furadouro tem desenvolvido infraestruturas para acomodar os visitantes, incluindo passadiços, áreas de estacionamento e estabelecimentos comerciais próximos à praia. Esta infraestrutura é planeada para minimizar o impacto ambiental e garantir a coexistência harmoniosa entre a atividade humana e a natureza circundante.

## Etiminologia
O termo "Furadouro" apresenta uma variedade de interpretações etimológicas que têm sido objeto de discussão entre vários estudiosos ao longo do tempo. Nos dicionários coreográficos, "Furadouro" é associado a diferentes conceitos, como freguesia, herdade, quinta, monte, lugar e povoação, além de ser também referente à praia. No passado, o termo também foi utilizado com o significado de "atalho por onde alguém foge sem ser visto", conforme destacado por António de Morais Silva no seu Novo Dicionário Compacto da Língua Portuguesa e na Grande Enciclopédia Portuguesa e Brasileira. Essa interpretação sugere uma conexão com o verbo "furar", remetendo à ideia de uma passagem discreta e veloz.
No contexto específico da freguesia de S. Cristóvão de Ovar, diversos estudiosos oferecem explicações distintas sobre a origem do nome "Furadouro": O agrónomo João Vasco de Carvalho propôs que o termo fosse "Aforadouro", sugerindo que a designação poderia ter relação com uma parte do amplo areal que teria sido "aforada", ou seja, alugada ou arrendada.
O Padre André de Lima aventou a hipótese de que "Furadouro" signifique "fora-Douro", fazendo referência à costa de pesca ao sul da foz do rio Douro. Isso indicaria uma área além dos limites da região do Douro. O Padre Miguel de Oliveira levantou a possibilidade de que "Furadouro" originalmente se referisse a uma das barras intermitentes na Ria. Ele especulou sobre a existência de uma barra em frente a Ovar e considerou elementos históricos datados de 922 que mencionam um porto de Obal.
A historiadora Maria Lucília Folha Marques também associou o termo "Furadouro" a uma possível barra intermitente. Ela explorou a ideia de uma lagoa que, ocasionalmente, se comunicava com o mar, resultando na origem desse nome. O Dr. Eduardo Lamy Laranjeira adotou uma interpretação mais prática. Ele sugeriu que "Furadouro" poderia ser entendido como um "atalho ou caminho de difícil acesso". Isso se deve às dificuldades enfrentadas pelas pessoas para chegar à praia, incluindo áreas pantanosas, mato, gramíneas altas e um ribeiro no meio do trajeto.
Resumindo, "Furadouro" é um termo com várias interpretações etimológicas, abrangendo significados que vão desde atalho até costa de pesca e barras intermitentes na Ria. Cada uma dessas interpretações oferece uma perspectiva única sobre a origem e o significado desse termo, dentro do contexto da freguesia de S. Cristóvão de Ovar.

## História

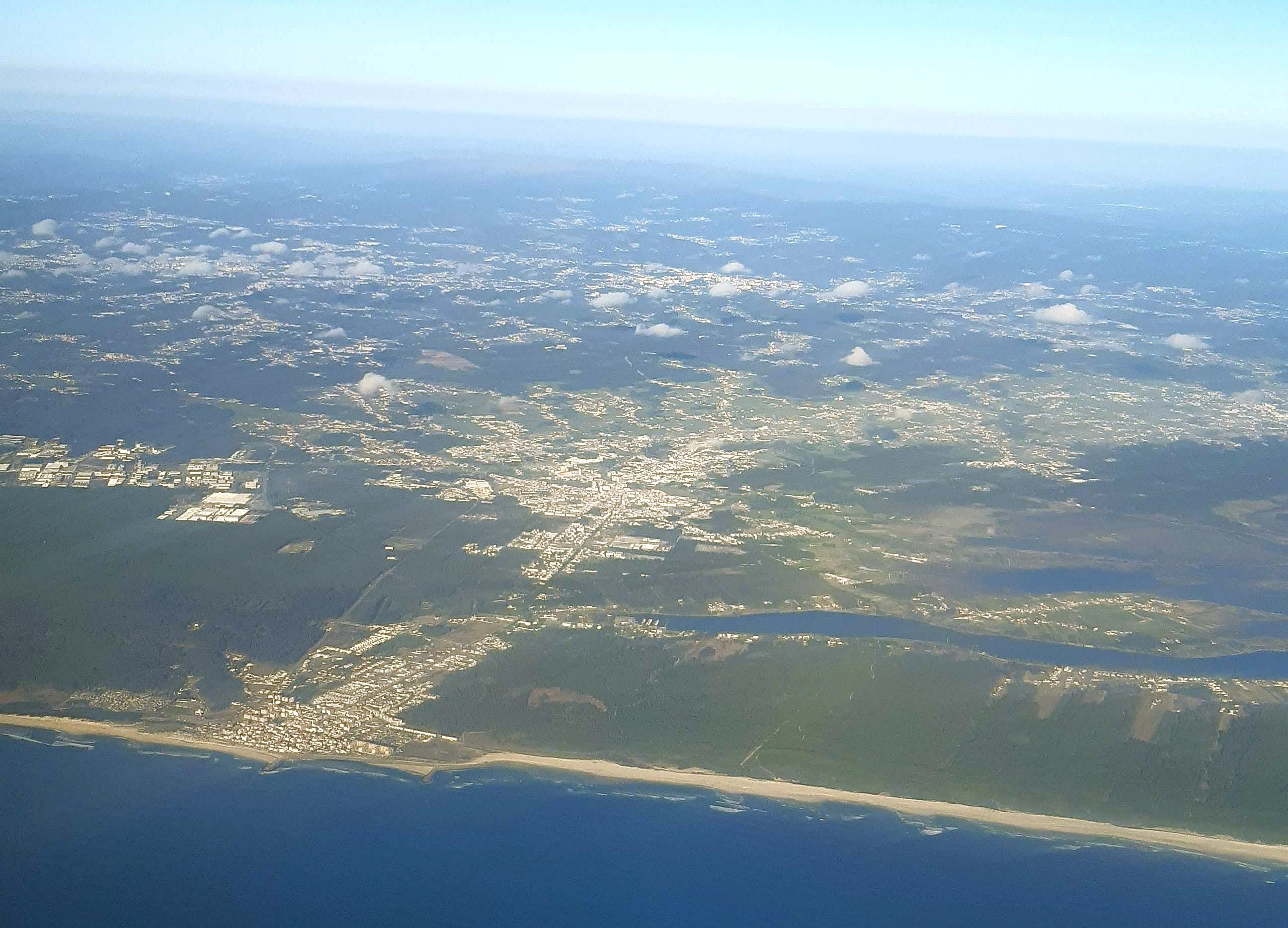
Vista aérea do Furadouro, em 2023.

A história da Praia do Furadouro em Ovar está intrinsecamente ligada à evolução da região e das atividades económicas ao longo do tempo. Nos anos 50 do século XX, Ovar era uma vila tranquila, onde as atividades diárias eram dominadas pelo pregão das peixeiras que vendiam peixe fresco, assim como pelo transporte de sardinha salgada vindas do Furadouro para a estação de caminhos-de-ferro de Ovar. O toque dos sinos da igreja ou a passagem dos bombeiros eram eventos que atraíam a atenção dos moradores, levando-os a se reunirem para discutir e comentar.
O Furadouro era um local pouco habitado, onde a pesca era a principal atividade e era realizada principalmente pelos residentes de Ovar. Durante os meses de verão, a praia ganhava vida à medida que algumas moradias eram alugadas para turistas ocasionais. A ligação entre Ovar e o Furadouro era feita por uma estrada de cerca de 4,5 km, inicialmente servida por camionetas, que transportavam principalmente os mais afluentes, enquanto os outros habitantes efetuavam o percurso a pé.
A emigração era uma resposta à pobreza na região, e ao longo das décadas, muitos ovarenses emigraram para o Brasil e, posteriormente, para países da Europa industrializada, como França e Alemanha. A indústria emergente na década de 50 tornou-se um fator económico e socialmente determinante em Portugal, impactando a vida e os costumes dos habitantes locais.
A chegada da televisão em 1957 causou grande curiosidade e agitação na vila, à semelhança do restante do país. O evento foi marcado pelo entusiasmo da população em acompanhar os programas transmitidos pela RTP. Além disso, eventos como as procissões religiosas e o Carnaval organizado em 1952 trouxeram vitalidade turística à vila, atraindo muitos visitantes ao longo dos anos.
A Praia do Furadouro, ao longo dos anos 50, viu um aumento significativo de banhistas durante os meses de verão. Com a necessidade de acomodar esses visitantes, surgiram alojamentos e infraestruturas, como casas de comércio, um hotel, pensões, restaurantes e cafés. A propaganda da época ressaltava a adequação e o número suficiente dessas instalações para atender às necessidades dos turistas.

### Assembleia do Furadouro
A época balnear de 1882 marcou o início de um empreendimento social na Praia do Furadouro, envolvendo cidadãos proeminentes residentes em Ovar. Estes indivíduos decidiram arrendar uma casa na praia para criar entretenimento durante o verão. Logo, surgiu a ideia de construir um edifício próprio para esse propósito, estabelecendo assim a conhecida Assembleia do Furadouro, que se manteve ativa até 1956.
A Assembleia do Furadouro, fundada em 1882, se estabeleceu como um local de convívio social e diversão para as famílias vareiras que frequentavam a praia. O seu principal objetivo era promover a convivência entre os seus associados, que se reuniam nas noites de verão. Era considerado o ponto de encontro das famílias mais abastadas da praia, oferecendo distrações num ambiente com poucas opções de entretenimento.
Apesar do seu propósito inicial de concórdia, a Assembleia frequentemente enfrentou polémicas, invejas e desentendimentos, muitas vezes ampliados pela política local nos primeiros anos. A imprensa local realizou campanhas críticas que resultaram em ataques pessoais aos membros da direção.
Durante a sua existência, a Assembleia realizava reuniões dançantes às quintas-feiras e sábados, tanto para seus membros quanto para convidados. Além disso, oferecia sessões de cinema com matinés infantis e exibia filmes de género cultural para sócios e convidados. Sessões populares também eram realizadas para o público.
Em 30 de junho de 1956, a Assembleia teve a honra de receber a visita do poeta Pedro Homem de Mello, que assistiu a uma apresentação do Rancho Folclórico da Marinha de Ovar. No mesmo ano, a Assembleia encerrou definitivamente as suas atividades, e o edifício onde funcionava foi vendido a um particular, marcando o fim de uma era de sociabilidade e entretenimento na Praia do Furadouro.

### Os veraneantes
Durante os anos 50 do século XX, a Praia do Furadouro, assim como muitas praias do Litoral Norte de Portugal, se tornou um destino atrativo para os veraneantes durante os meses de verão. Esta tendência não era única a Portugal, visto que em França, a partir de 1950, houve uma crescente procura por praias que até então eram pouco conhecidas. Esta tendência foi uma resposta à vulgarização das férias, permitindo que um número cada vez maior de pessoas passasse parte de seu tempo de lazer anual na praia.
Ovar, originalmente uma terra de camponeses e pescadores, começou a atrair muitos visitantes do interior, como de Oliveira de Azeméis e São João da Madeira, para a Praia do Furadouro nos anos 50. Embora não fosse tão popular quanto praias como Granja e Espinho, o número de turistas no Furadouro aumentava constantemente. Além dos moradores locais, muitos frequentadores assíduos eram conhecidos como "vareiros", ou seja, ovarenses. Semeadas as colheitas, os agricultores da região costumavam passar o período entre outubro e novembro na praia, geralmente a pé, carregando alimentos e utensílios em barracas alugadas ou palheiros.
Embora não haja muita informação específica sobre a quantidade de estrangeiros na Praia do Furadouro, registra-se que figuras internacionais importantes visitaram a praia, como o caso dos Srs. Otto Carlson e Engenheiros Thomas Tyrar e Henry Carr, que eram técnicos de fábricas de aço da Suécia e Inglaterra. A Praia do Furadouro também começou a atrair turistas franceses e de outras nacionalidades, gerando uma onda de visitantes nos anos 50. No entanto, essa crescente afluência de turistas trouxe desafios, como a proibição da criação de porcos nos currais próximos à praia para preservar sua imagem.
A praia tornou-se um local público que atraía pessoas de várias condições sociais, desde lavradores até mendigos em busca de esmola. A presença de mendigos era uma preocupação, e as autoridades locais tomaram medidas para proibir sua presença de forma a não afetar a imagem da praia. Entre os frequentadores notáveis da Praia do Furadouro estava o Seminário de Cucujães, que vinha em grande número para contribuir para um mundo melhor, atraindo a atenção e admiração dos habitantes locais.
Além disso, a casa do Concelho de Ovar promovia uma colónia balnear anual na Praia do Furadouro para crianças de ovarenses com recursos financeiros limitados que residiam em Lisboa. Essas colónias de férias tinham inspiração em iniciativas semelhantes na França, buscando proporcionar lazer e descanso.

### Os banhos
A Praia do Furadouro desfrutava de grande popularidade e afluência durante a temporada de banhos. Era um local bastante frequentado por diversas famílias da vila e de outras regiões durante os meses dedicados aos banhos de mar. As práticas de banho variavam conforme os costumes da época, com as mulheres molhando os pés gradualmente, uma vez que utilizavam vestidos, enquanto os homens tomavam banho de cuecas. Os banhos de mar eram desafiantes, devido às águas muitas vezes agitadas do mar e à falta de habilidade de natação da maioria das pessoas durante os anos 40 e 50 do século XX.
A dinâmica dos banhistas na praia era diversificada. Havia aqueles que frequentavam as praias durante as tardes ensolaradas dos fins de semana no inverno, mostrando coragem para enfrentar as águas bravas. Além disso, havia os banhistas que ocupavam a praia nos meses quentes de verão. No entanto, existiam diferentes abordagens para o uso da praia. Enquanto alguns se divertiam com danças e batuques, outros consideravam tais comportamentos inadequados e não condizentes com a atmosfera tranquila da praia.
Os banhos de mar na praia do Furadouro eram frequentemente associados ao ócio. A praia era dividida em áreas distintas, com uma área reservada para os banhistas. Para garantir a segurança e evitar inconvenientes, a Câmara Municipal de Ovar decidiu transferir a zona de pesca para o sul da praia, afastando-a dos frequentadores da praia de banhos, especialmente das crianças.
A parte norte da praia concentrava o maior número de banhistas. Pela manhã, as pessoas aproveitavam para nadar e tomar sol na areia, enquanto ao meio-dia retornavam para suas refeições. O cenário da praia era diversificado, com crianças brincando nas águas rasas e jovens se bronzeando sob o sol.
Um hábito tradicional persistia na Praia do Furadouro nas décadas de 40 e 50: o "banho santo". Na véspera do dia de São João, 23 de junho, muitas pessoas se reuniam na praia. À meia-noite, um grande grupo se dirigia ao mar e mergulhava nas águas, acreditando que isso traria saúde para o resto do ano.
A temporada de banhos terminava em 1º de novembro, e a tradição ditava que milhares de pessoas se deslocassem ao Furadouro nesse dia para encerrar a temporada. As pessoas vinham em grande número, seja em camionetas ou outros meios de transporte. Esse dia marcava uma despedida simbólica do ano de banhos, e a celebração culminava com a audição da banda de música no coreto da praia durante a noite.

### Os nadadores salvadores
Durante a época em que poucas pessoas sabiam nadar, os nadadores salvadores desempenhavam um papel fundamental na garantia de segurança para os veraneantes que frequentavam a Praia do Furadouro. Era uma época em que a maioria das pessoas não possuía habilidades de natação, e os nadadores salvadores eram considerados essenciais, especialmente para as mães que tinham a responsabilidade de cuidar dos filhos.
Dois nadadores salvadores atuavam em coordenação para transportar os banhistas, incluindo crianças e adultos, na chamada "cadeirinha". Eles surpreendiam os banhistas ao mergulhá-los nas águas oceânicas, proporcionando uma experiência única e depois retornando-os rapidamente para a areia. Além disso, havia aqueles que preferiam a "gamela", onde a água era despejada sobre a cabeça ou onde eles mergulhavam os pés.
A figura dos nadadores salvadores também tinha uma dimensão social importante. A praia era frequentada principalmente por famílias de classes sociais elevadas, e ter uma barraca na praia era um privilégio concedido a poucos. Os nadadores salvadores eram recomendados a ter um perfil adequado, boa comunicação e um certo grau de subserviência, pois precisavam agradar às senhoras da época.
Os nadadores salvadores tinham diversas responsabilidades, incluindo alugar barracas na praia, administrar o bar na praia e cuidar para que as bebidas, como pipos de vinho, permanecessem frescas na areia. Além disso, eles também vigiavam os banhistas, especialmente aqueles que se aventuravam demais nas águas e ocasionalmente precisavam ser resgatados.
A profissão de nadador salvador era tão reconhecida que o Capitão do Porto de Aveiro impôs um código de vestimenta para eles, incluindo calça escura, camisa branca e sapatilhas brancas. A Junta de Turismo do Furadouro também reconheceu a importância dos nadadores salvadores e lhes forneceu bonés com a inscrição "banheiro" para uma apresentação mais adequada aos banhistas. Além disso, eles receberam recipientes de lixo para colocar na areia, a fim de melhorar a higiene da praia.
Devido à crescente demanda pela praia, a Junta de Turismo do Furadouro teve que solicitar um aumento no número de nadadores salvadores, já que a quantidade anterior não era suficiente para atender às necessidades da praia. Isso demonstra como a figura dos nadadores salvadores desempenhava um papel crucial na experiência dos veraneantes na Praia do Furadouro.

### Os palheiros
Os palheiros, que originalmente serviam como habitações para os pescadores, também eram alugados por banhistas ocasionais durante o período de veraneio. Essas estruturas eram construídas principalmente em madeira e apesar de parecerem frágeis, conseguiam resistir à ação da maresia. Um dos segredos para essa durabilidade estava no tratamento da madeira, que era pincelada com alcatrão após a construção. Além disso, ao enterrar os caibros que sustentavam os palheiros, uma boa quantidade de sal era colocada nas covas para prevenir o apodrecimento causado pela umidade.
A maioria dos palheiros seguia o sistema de construção conhecido como "pau a pique", com um revestimento exterior que ia até o solo. Essas estruturas muitas vezes apresentavam varandas, que podiam ocupar todo o comprimento da fachada ou apenas parte dela. Os telhados eram inclinados e cobertos com telhas antigas de caleira, com o beiral direcionado para a rua.
No entanto, à medida que o Furadouro evoluía como uma praia de banhos e a demanda por casas de aluguel para banhistas aumentava, os palheiros em madeira foram gradualmente substituídos por construções em alvenaria, como pedra ou adobe. Isso ocorreu devido à necessidade de oferecer melhores condições de habitabilidade para atrair turistas e também para acompanhar o desenvolvimento do povoado.
Além disso, os palheiros enfrentavam desafios como incêndios ocasionais e a erosão gradual causada pelo avanço do mar. Em 1950, os primeiros sinais de erosão significativa foram observados na Praia do Furadouro. Como resultado, a Câmara Municipal de Ovar chegou a solicitar a demolição de alguns palheiros que estavam prestes a entrar em ruína próxima à praia.
Em 1958, a praia do Furadouro foi afetada por danos causados pelo mar devido a marés vivas. Em uma extensão de 100 metros, as ondas destruíram parte da esplanada, danificaram um palheiro e arrastaram um terreno pertencente à Misericórdia, onde estava planejada a construção de uma colônia balnear.
Em resumo, os palheiros, que inicialmente serviam como habitações para pescadores e ocasionalmente para banhistas, enfrentaram desafios de durabilidade, erosão e evolução das necessidades de habitabilidade. Essas mudanças levaram à substituição gradual das estruturas em madeira por construções em alvenaria e tijolo, marcando uma transição na história do Furadouro como uma praia de veraneio.

### Moda balnear nos anos 50
Durante os anos 50, o conservadorismo da época também se refletiu na cultura de praia, onde a exposição dos corpos estava longe de ser a norma. A temporada de verão não era sinônimo de corpos desnudos, exceto em algumas raras exceções. Nessa época, a moda de praia ditava o uso de trajes de banho que cobriam praticamente todo o corpo dos banhistas. Os desfiles de moda em Lisboa ajudaram a estabelecer esses fatos de banho como uma tendência.
Os homens usavam fatos de banho pretos que cobriam todo o corpo, com alças nos ombros para sustentação. As mulheres, embora mais cobertas, também aderiam a trajes similares, muitas vezes usando vestidos. As crianças, por sua vez, usavam vestimentas completas e chapéus de aba larga.
A imprensa local de Ovar criticava qualquer desvio da moral vigente na praia, incluindo o uso de roupas de banho consideradas provocantes ou que revelassem demais. A sociedade conservadora da época mantinha uma postura tradicional mesmo em locais de lazer, como a praia, e questionava a maneira como as pessoas se vestiam de maneira considerada ousada. Uma revista da alta sociedade da época enfatizava a elegância associada a estar bem vestido, mas também afirmava que a verdadeira elegância incluía estar o mais despido possível.
Apesar da expectativa de mudança, a sociedade conservadora das áreas mais afastadas das grandes cidades resistia a alterar as normas morais estabelecidas. Essa resistência se manifestava na censura das roupas sem mangas, decotes pronunciados, vestidos curtos ou transparentes. Mesmo assim, uma multidão frequentava a praia do Furadouro, possivelmente indiferente às críticas sobre os trajes e as modas femininas da época que desafiavam as convenções conservadoras.

### Propaganda à praia e ria
Durante os anos 50, a Junta de Turismo do Furadouro se esforçou em promover os atrativos da praia e expandir a sua divulgação. Inicialmente, os esforços de propaganda incluíam cartazes em português, francês e inglês, bem como a colaboração da imprensa local de municípios vizinhos, como São João da Madeira, Oliveira de Azeméis, Vale de Cambra e Feira, que contribuíam com o envio de banhistas para a praia.
Em uma fase subsequente, a junta de turismo ampliou a promoção do Furadouro para outros meios de comunicação, decidindo fazer publicidade na imprensa nacional. Além disso, a junta organizava passeios para jornalistas na Ria de Ovar, com o intuito de apresentar as potencialidades da praia e da região. Jornalistas do "Diário do Norte" foram convidados a conhecer as características da praia e da Ria de Ovar, visando a sua divulgação.
Para veículos de imprensa ligados ao Estado Novo, como o "Diário de Coimbra," a publicidade da praia do Furadouro era praticamente obrigatória, e a junta de turismo pagava por espaço de propaganda. Além disso, dois jornalistas, Daniel Constant e Adelino Mendes, estabeleceram laços de amizade com a praia e a Ria de Ovar, fornecendo sugestões para o desenvolvimento turístico. Esses jornalistas escreviam artigos enaltecendo as qualidades turísticas da região e sugerindo iniciativas de promoção.
A promoção foi estendida a diversos jornais, como o "Jornal de Turismo," que recebeu um subsídio da junta. Jornais locais, como o "Notícias de Ovar" e o "João Semana," também transmitiam as qualidades turísticas de Ovar de forma gratuita. Além disso, jornais de maior circulação, como o "Comércio do Porto" e o "1º de Janeiro," promoveram o Furadouro, especialmente após a inclusão do Carnaval de Ovar como atração turística.
Através de diversas iniciativas de promoção, incluindo a colaboração com jornalistas e a divulgação em vários meios de comunicação, a Junta de Turismo do Furadouro procurou destacar os atrativos da praia e atrair um público cada vez maior para a região.

### Filmagens Walt Disney
Na praia do Furadouro em Ovar, no mês de junho de 1954, uma equipa da Walt Disney trabalhou em um projeto de filmagens que envolveu cenas da atividade piscatória. A equipa da Walt Disney Production, comandada pelo Dr. Amleto Fattori, um físico e matemático laureado pela Universidade de Roma, filmou aproximadamente 1000 metros de película relacionada à temática piscatória. Em 1955, a mesma equipa expressou a intenção de criar um documentário mais abrangente sobre a arte xávega, um método tradicional de pesca.
A equipa de filmagem obteve cooperação e facilidades por parte de várias entidades, incluindo as Companhas de Pesca, a Capitania do Porto de Aveiro e o Cabo do Mar. Desde a primeira estadia na praia do Furadouro, a equipa havia prometido retornar para um projeto mais amplo, e cumpriu essa promessa ao voltar a Ovar em 17 de novembro de 1955. A equipa permaneceu até 20 de novembro, domingo.
O Dr. Amleto Fattori, um cineasta reconhecido e pioneiro entre os técnicos italianos, que havia desafiado a hegemonia de Hollywood com seus trabalhos cinematográficos, expressou sua satisfação com os dois dias de filmagem, lamentando apenas não ter mais película disponível para filmar. Ele enfatizou que retornaria, destacando a gentileza da comunidade local e acreditando que Walt Disney se interessaria pelo projeto realizado em Ovar.
A equipa trabalhou intensamente na praia do Furadouro durante todo o dia de sábado e parte da manhã de sexta-feira. Embora a visita da equipa da Walt Disney tenha ocorrido e o trabalho de filmagem tenha sido feito, não há informações posteriores sobre o destino do filme realizado na praia ou se ele foi reconhecido ou aproveitado pelo próprio Walt Disney ou pela empresa. A história da equipa de cinema e o resultado de seu trabalho não foram amplamente documentados ou divulgados entre os cinéfilos ou o público em geral.

## Turismo e cultura

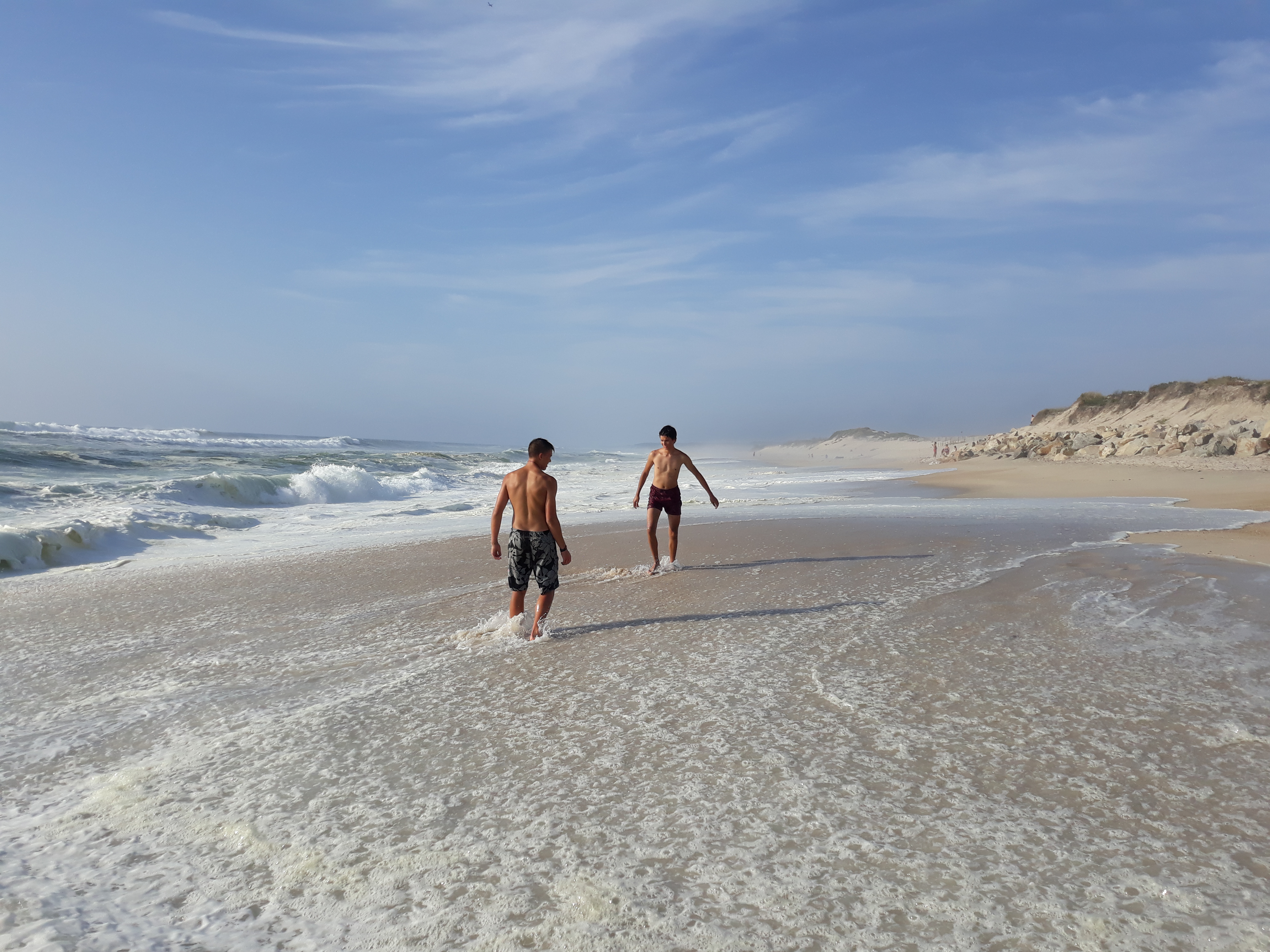
A praia é frequentemente visitada na época balnear.

A Praia do Furadouro é enriquecida por sua proximidade a espaços naturais de grande atração, como a Ria de Aveiro e a Floresta de Pinheiro Bravo, que está integrada no Regime Florestal das Dunas de Ovar. Estes ambientes naturais contribuem para a riqueza da experiência turística nesta região costeira.
Do ponto de vista cultural, a localidade que abriga a praia possui uma série de eventos e manifestações culturais que atraem visitantes de diversas origens. Destaca-se notavelmente a prática da arte xávega, uma técnica tradicional de pesca costeira que remonta a tempos antigos. Além disso, eventos como a Feira da Gastronomia e as Festas do Mar, que ocorrem durante o verão, oferecem aos visitantes a oportunidade de experimentar a rica cultura culinária e participar de celebrações locais.
Paralelamente, a Praia do Furadouro abraça uma variedade de eventos desportivos e de lazer ao longo do ano. Provas de bodyboard, surf, voleibol e futebol de praia são organizadas para entreter tanto os locais quanto os turistas que procuram desfrutar das atividades à beira-mar.
Em 2019, a Praia do Furadouro foi reconhecida pelo "Porto Gay Circuit" como uma das cinco praias gay-friendly de Portugal. Segundo o PortugalGay, uma área gay com nudismo está localizada na parte norte da praia, conhecida pela prática do cruising. Em junho desse mesmo ano, em comemoração ao Dia Internacional do Orgulho LGBT, a bandeira arco-íris foi hasteada na praia como um gesto de apoio à população LGBT do concelho.
Esta praia é envolvida por espaços naturais de grande atração, como a Ria de Aveiro ou a Floresta de Pinheiro Bravo, integrada no Regime Florestal das Dunas de Ovar. Em termos culturais, destacam-se nesta localidade a Arte Xávega, a Feira da Gastronomia e as Festas Do Mar, organizadas no verão. Paralelamente, são organizados vários eventos de praia, como provas de bodyboard, surf, voleibol e futebol de praia.

## Erosão costeira
A erosão costeira que afeta o Furadouro constitui um fenómeno de grande relevância, com implicações severas para a sustentabilidade ambiental e a segurança das comunidades costeiras. Desde o início do século XIX, a intensidade do recuo da linha costeira tem vindo a acentuar-se, registando uma taxa média anual de retração de nove metros, facto que posiciona esta praia no epicentro das preocupações nacionais em matéria de erosão costeira.
Os fatores subjacentes à erosão no Furadouro são multifacetados, com destaque para o défice sedimentar que caracteriza a região. Este desequilíbrio é amplamente atribuído à redução significativa do transporte de sedimentos pelo rio Douro, cuja dinâmica foi alterada pela proliferação de infraestruturas de retenção, como barragens, em ambos os lados da fronteira luso-espanhola. Estas estruturas promovem a sedimentação das areias em locais de acumulação junto às barragens, reduzindo drasticamente o volume de materiais transportados até à foz do Douro e, por extensão, para a costa sul adjacente, incluindo o Furadouro.
Adicionalmente, as obras de defesa costeira, como esporões erguidos a norte, contribuem para o agravamento do problema. Embora ofereçam proteção local contra a erosão, estas estruturas interrompem o fluxo sedimentar natural, promovendo a retenção de sedimentos a barlamar e intensificando os processos erosivos a sotamar.
A degradação costeira no Furadouro tem repercussões alarmantes no património natural e nas comunidades locais. A destruição de sistemas dunares, vitais para a estabilidade costeira, reflete-se na perda de biodiversidade e na vulnerabilidade acrescida da costa a tempestades e marés altas. Paralelamente, a erosão compromete a integridade de infraestruturas urbanas e habitações, colocando em risco as populações residentes e os seus meios de subsistência.
Diversas medidas de proteção costeira têm sido adotadas com o objetivo de mitigar os efeitos da erosão, incluindo a construção de paredões e a alimentação artificial de praias. Contudo, estas intervenções têm demonstrado limitações significativas. Estruturas rígidas, como paredões, podem intensificar a erosão nas áreas adjacentes devido à redistribuição da energia das ondas. Por outro lado, a alimentação artificial de praias, apesar de eficaz a curto prazo, não aborda as causas estruturais subjacentes ao défice sedimentar.
A intensificação da atividade turística balnear tem promovido uma urbanização desordenada ao longo da zona costeira, marcada pela construção de infraestruturas rígidas, particularmente habitações sazonais. Esta ocupação massiva negligencia a dinâmica natural da costa, resultando na degradação dos sistemas dunares que desempenham um papel crucial na proteção contra a erosão.
A construção de barragens no rio Douro e os seus afluentes, com fins de abastecimento de água, geração de energia e irrigação, teve como consequência a drástica redução do transporte de sedimentos para o litoral. Este déficit sedimentar foi exacerbado por práticas como dragagens nos canais de navegação e extração de areia para construção civil, agravando os processos erosivos ao longo da costa.
A implementação de estruturas de defesa costeira rígidas, incluindo esporões e paredões, foi concebida para mitigar a erosão. No entanto, estas estruturas alteraram significativamente o equilíbrio hidrodinâmico do litoral. Ao promoverem a retenção de sedimentos a barlamar, intensificaram a erosão a sotamar, criando um círculo vicioso que comprometeu a estabilidade da linha costeira. A construção de quebramares portuários também contribuiu para a modificação dos padrões de sedimentação e erosão.
A pressão antrópica e a especulação imobiliária incentivaram a ocupação de zonas costeiras vulneráveis, frequentemente impulsionadas por políticas de desenvolvimento que privilegiaram o lucro imediato em detrimento da sustentabilidade ambiental. Como o sociólogo Fernando Bessa Ribeiro argumenta,
O capitalismo vive, pois, da expansão do capital (e sua circulação) sem que os capitalistas se preocupem com os seus efeitos ambientais e a finitude dos recursos naturais, ao mesmo tempo que naturalizam a desigualdade social, tornando legítimo que a riqueza e o poder possam ser apropriados por uma minoria.— Fernando Bessa Ribeiro
Tal dinâmica foi agravada pela perceção de segurança promovida pelas obras de defesa costeira, que encorajaram a expansão urbana para áreas de risco, aumentando a vulnerabilidade das populações a eventos extremos.

Este conjunto de fatores sublinha a necessidade urgente de uma gestão costeira integrada que considere as dinâmicas sedimentares naturais, promova soluções sustentáveis e mitigue os impactos das atividades humanas na costa do Furadouro.